# Peter von Chlumecký

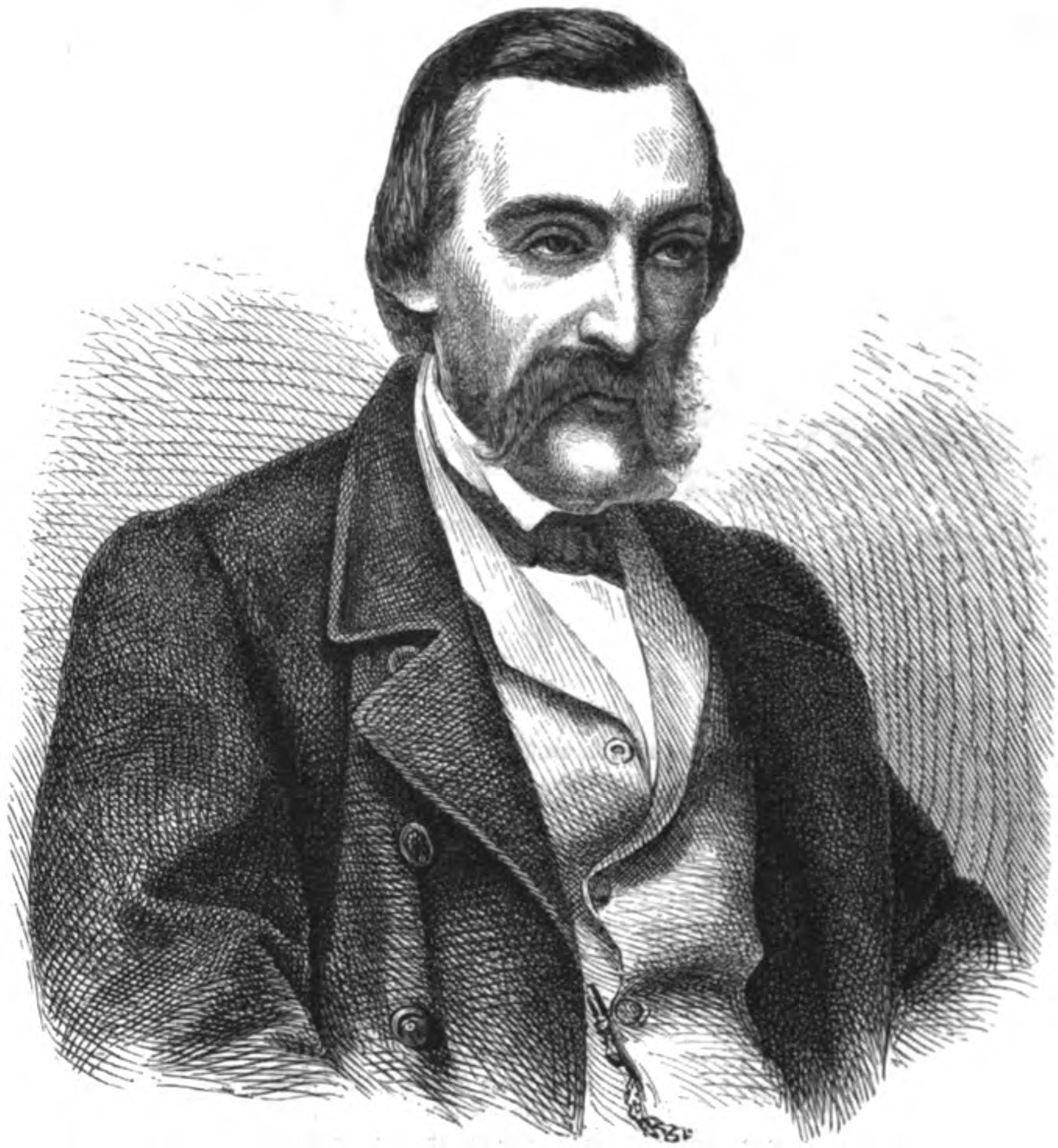
Peter von Chlumecký.

Peter Ritter von Chlumecký (tschechisch: Petr rytíř Chlumecký, * 30. März 1825 in Triest; † 29. März 1863 in Brünn) war ein mährischer Historiker.

## Leben
Peter von Chlumecký war ein Sohn des böhmischen Gubernialraths und k. k. Hofraths Anton Ritter von Chlumecký und Anna Cozzi, die einer angesehenen Triester Familie entstammte. Er war der Bruder von Johann von Chlumecký.
Er verlebte seine Jugend in Triest, Zara und Görz. Im Jahre 1837 zog er mit seiner Familie nach Brünn. Nach dem Gymnasium betrieb er juristisch-politische Studien an den Universitäten von Olmütz und Wien. Im Jahre 1846 trat er erst in das k. k. Kreisamt, dann in das Gubernium von Brünn ein und wurde schließlich k. k. Statthalterrat für Kultur und Unterricht. Im Jahre 1848 wurde er in die ständische Versammlung eingeführt, zum Landesausschuss-Beisitzer gewählt und in dieser Eigenschaft vom Kaiser 1849 bestätigt. Im Jahre 1854 ernannte man ihn zum Archivdirektor. Im selben Jahre erwarb er zusammen mit seinen Brüdern Victor, Johann und Hugo das Gut Rzikowitz.
Neben seinen Landesverwaltungs- und Referatstätigkeiten machte er sich vor allem als Organisator des mährischen Landesarchivs und als Förderer der landesgeschichtlichen Forschung einen Namen. Einerseits ist es ihm zu verdanken, dass die sogenannte Boczek’sche Sammlung, eine bedeutende Sammlung von Originalurkunden und Abschriften, die der mährische Historiograph und ständische Archivar Boczek erstellt hatte, aus dessen Nachlass erworben wurde. Andererseits sorgte Chlumecký dafür, dass der Codex diplomaticus et epistolaris Moraviae, den Boczek ursprünglich herausgegeben hatte, vom Landesarchiv fortgesetzt wurde. Unter der Leitung von Peter Ritter Chlumecký redigierte der Archivar Josef Chytil die Bände 6 und 7 des Codex für die Jahre 1307 bis 1349. Zudem war Chlumecký neben Josef Chytil, Karl Demuth und R. v. Wolfskron an der Herausgabe der mährischen Landtafeln beteiligt, die von 1854 bis 1861 erschienen.
Ab 1858 war er korrespondierendes Mitglied der Preußischen Akademie der Wissenschaften.

## Werke
- Regesten der Archive im Markgrafthume Mähren, enthaltend die Urkundenverzeichnisse der Archive zu Iglau, Trebitsch, Triesch, Groß-Bitesch, Groß-Meseritsch und Pirnitz sammt einer beträchtlichen Anzahl ungedruckter Briefe Kaiser Ferdinand’s II., Albrecht’s v. Waldstein und Romboald’s Grafen v. Collalto (1856).
- Ueber die Theilung der Gemeindehutweiden mit Rücksicht auf das Markgrafthum Mähren (1848).
- Die Genesis der Corporationsgüter der Bauernschaft und der Gemeindegüter in den mährischen Landgemeinden mit Rücksicht auf deren ältere Verfassung(1859).
- Des Rathsherrn und Apothekers Georg Ludwig Chronik von Brünn (1555–1604) (1859).
- Einige [478] Dorfweisthümer aus Mähren (1855).
- Darstellung der altständischen Verfassung des Markgrafthums Mähren (1861).
- Die öffentliche und Privat-Correspondenz, die Tagebücher und Urkundensammlungen Carls des älteren Herren von Zierotin (1564–1636), (1854).